# Marie-José Pérec
Marie-José Pérec, francoska atletinja, * 9. maj 1968. Basse-Terre, Gvadelup, Francija.
Marie-José Pérec je v treh nastopih na poletnih olimpijskih igrah osvojila tri naslove olimpijske prvakinje, dvakrat zapored v teku na 400 m ter enkrat v teku na 200 m. V teku na 400 m je postala tudi dvakrat svetovna prvakinja, v letih 1991 in 1995, ter evropska prvakinja leta 1994 in bronasta leta 1990, leta 1994 je osvojila tudi naslov evropske prvakinje v štafeti 4x400 m. 16. novembra 2013 je bila sprejeta v Mednarodni atletski hram slavnih.